# 阮维玉
阮维玉（1964年—），男性，京族，兴安省金洞县人，越南政治人物。曾任越南公安部副部长，现任越共中央书记处书记、中央檢查委員會主任。

## 生平
阮维玉于1986年加入越南共产党，长期在警界任职，曾任青池县公安局局长、河内市交警局局长、市公安局副局长兼侦查局局长，越南公安部警察总局副局长等职，2018年，他出任重组后的公安部反贪污、走私及经济犯罪侦查局第一任局长，2019年8月，阮维玉与梁三光一同升任公安部副部长，2021年起兼任公安部侦查局局长，在任期间，他负责侦办了核酸试剂腐败窝案，因为反腐败政绩突出，于2023年升格为公安大将。
2024年6月，升任越共中央办公厅主任，同年8月，获补选为第十三届越共中央书记处书记，他也被视为现任越共总书记苏林的亲信之一。2025年1月，他出任越南共產黨中央檢查委員會主任。